# Mijanja
Mijanja är ett periodiskt vattendrag i Burundi.   Det ligger i provinsen Muyinga, i den norra delen av landet, 170 kilometer nordost om huvudstaden Bujumbura.
I omgivningarna runt Mijanja växer huvudsakligen savannskog. Runt Mijanja är det ganska tätbefolkat, med 104 invånare per kvadratkilometer.